# ゴールデンラズベリー賞 最低作品賞
ゴールデンラズベリー賞最低作品賞は、ゴールデンラズベリー賞の部門の一つで、その年最低の映画に贈られる。

## 受賞とノミネート一覧
太字ものが受賞。左から順に「作品名 - 製作スタジオ名 - プロデューサー名」である。

### 1980年代
- 1980年 『ミュージック・ミュージック』 - AFD - アラン・カー
  - 『クルージング』 - Lorimar / ユナイテッド・アーティスツ - ジェリー・ワイントローブ
  - 『ジェネシスを追え』 - メトロ・ゴールドウィン・メイヤー / ユナイテッド・アーティスツ - スティーヴ・シェイガン
  - 『13日の金曜日』 - パラマウント映画 - ショーン・S・カニンガム
  - 『ジャズ・シンガー』 - AFD - ジェリー・レイダー
  - 『0086笑いの番号』 - ユニバーサル・ピクチャーズ - ジェニングス・ラング
  - 『レイズ・ザ・タイタニック』 - AFD - ウィリアム・フライ
  - 『スペース・サタン』 - AFD - スタンリー・ドーネン
  - 『エミリーの窓』 - ユナイテッド・アーティスツ - マイク・ロベル
  - 『ザナドゥ』 - ユニバーサル・ピクチャーズ - ローレンス・ゴードン

- 1981年 『愛と憎しみの伝説』 - パラマウント映画 - フランク・ヤブランズ
  - 『エンドレス・ラブ』 - ユニバーサル・ピクチャーズ / ポリグラム - ダイソン・ラヴェル
  - 『天国の門』 - ユナイテッド・アーティスツ - ジョアン・カレリ
  - 『ローン・レンジャー』 - ユニバーサル・ピクチャーズ / AFD - ウォルター・コブレンツ
  - 『類猿人ターザン』 - メトロ・ゴールドウィン・メイヤー / ユナイテッド・アーティスツ - ジョン・デレク

- 1982年 『インチョン!』 - メトロ・ゴールドウィン・メイヤー - 石井光治
  - 『アニー』 - コロンビア ピクチャーズ - レイ・スターク
  - Butterfly - Analysis - マット・シンバー
  - 『メガフォース』 - 20世紀フォックス - アルバート・S・ラディ
  - 『パイレーツ・ムービー』 - 20世紀フォックス - デヴィッド・ジョセフ

- 1983年 The Lonely Lady - ユニバーサル・ピクチャーズ - ロバート・R・ウェストン
  - 『超人ヘラクレス』 - メトロ・ゴールドウィン・メイヤー / ユナイテッド・アーティスツ / Cannon - Golan-Globus
  - 『ジョーズ3』 - ユニバーサル・ピクチャーズ - ルパート・ヒッツィグ
  - 『ストローカーエース』 - ワーナー・ブラザース / ユニバーサル・ピクチャーズ - ハンク・ムーンジーン
  - 『セカンド・チャンス』 - 20世紀フォックス - ロジャー・M・ロススタイン / ジョー・ワイザン

- 1984年 『ボレロ 愛欲の日々』 - Cannon - ボー・デレク
  - 『キャノンボール2』 - ワーナー・ブラザース - アルバート・S・ラディ
  - 『クラブ・ラインストーン/今夜は最高!』 - 20世紀フォックス - マーヴィン・ワース
  - 『シーナ』 - コロンビア ピクチャーズ - ポール・アラトウ
  - 『ボーイハント』 - トライスター ピクチャーズ - アラン・カー

- 1985年 『ランボー/怒りの脱出』 - トライスター ピクチャーズ / カロルコ・ピクチャーズ - バズ・フェイシャンズ
  - 『ザ・ギャンブラー』 - メトロ・ゴールドウィン・メイヤー / ユナイテッド・アーティスツ - フレディ・フィールズ
  - 『レボリューション/めぐり逢い』 - ワーナー・ブラザース - アーウィン・ウィンクラー
  - 『ロッキー4/炎の友情』 - メトロ・ゴールドウィン・メイヤー / ユナイテッド・アーティスツ - アーウィン・ウィンクラー / ロバート・チャートフ
  - 『イヤー・オブ・ザ・ドラゴン』 - メトロ・ゴールドウィン・メイヤー / ユナイテッド・アーティスツ - ディノ・デ・ラウレンティス

- 1986年 『ハワード・ザ・ダック/暗黒魔王の陰謀』 - ユニバーサル・ピクチャーズ - グロリア・カッツ （同時受賞）
- 1986年 『プリンス/アンダー・ザ・チェリー・ムーン』 - ワーナー・ブラザース - ボブ・カヴァロ / ジョー・ラファロ / スティーヴ・ファーグノリ （同時受賞）
  - 『ブルー・シティ 非情の街』 - パラマウント映画 - ウィリアム・L・ ヘイワード / ウォルター・ヒル
  - 『コブラ』 - ワーナー・ブラザース / Cannon - ヨーラム・グローバス
  - 『上海サプライズ』 - メトロ・ゴールドウィン・メイヤー - ジョン・コーン

- 1987年 『ビル・コスビーのそれ行けレオナルド』 - コロンビア ピクチャーズ - ビル・コスビー
  - 『イシュタール』 - コロンビア ピクチャーズ - ウォーレン・ベイティ
  - 『ジョーズ'87 復讐篇』 - ユニバーサル・ピクチャーズ - ジョセフ・サージェント
  - 『タフガイは踊らない』 - Cannon - Golan-Globus
  - 『フーズ・ザット・ガール』 - ワーナー・ブラザース - ロジリン・ヘラー / バーナード・ウィリアムス

- 1988年 『カクテル』 - タッチストーン・ピクチャーズ - テッド・フィールド / ロバート・W・コート
  - 『ボールズ・ボールズ2 成金ゴルフマッチ』 - ワーナー・ブラザース - ニール・キャントン / ジョン・ピーターズ / スティーヴ・ティッシュ
  - 『マネーゲームで大逆転 しゃべった!走った!もうかった!』 - ワーナー・ブラザース - スティーヴ・ティッシュ
  - 『マック』 - オライオン・ピクチャーズ - R・J・ルイス
  - 『ランボー3/怒りのアフガン』 - トライスター ピクチャーズ - バズ・フェイシャンズ

- 1989年 『スタートレックV 新たなる未知へ』 - パラマウント映画 - ハーヴ・ベネット
  - 『ベスト・キッド3 最後の挑戦』 - コロンビア ピクチャーズ - ジェリー・ワイントローブ
  - 『ロックアップ』 - トライスター ピクチャーズ / カロルコ・ピクチャーズ - チャールズ・ゴードン / ローレンス・ゴードン
  - 『ロードハウス/孤独の街』 - ユナイテッド・アーティスツ - ジョエル・シルバー
  - 『キャノンボール3 新しき挑戦者たち』 - オライオン・ピクチャーズ - マーレイ・ショスタック

### 1990年代
- 1990年 『フォード・フェアレーンの冒険』 - 20世紀フォックス - スティーヴン・ペリー / ジョエル・シルバー （同時受賞）
- 1990年 『ゴースト・ラブ』 - Triumph - ボー・デレク （同時受賞）
  - 『虚栄のかがり火』 - ワーナー・ブラザース - ブライアン・デ・パルマ
  - 『プリンス/グラフィティ・ブリッジ』 - ワーナー・ブラザース - ランディー・フィリップス
  - 『ロッキー5/最後のドラマ』 - ユナイテッド・アーティスツ - ロバート・チャートフ / アーウィン・ウィンクラー

- 1991年 『ハドソン・ホーク』 - トライスター ピクチャーズ - ジョエル・シルバー
  - 『クール・アズ・アイス』 - ユニバーサル・ピクチャーズ - キャロリン・ファイファー / ライオネル・ウィグラム
  - Dice Rules - Seven Arts - ローカス・ジョージ
  - 『絶叫屋敷へいらっしゃい』 - ワーナー・ブラザース - レスター・バーマン / ロバート・K・ワイス
  - 『ブルーラグーン』 - コロンビア ピクチャーズ - ウィリアム・A・グラハム

- 1992年 『嵐の中で輝いて』 - 20世紀フォックス - キャロル・バウム / ハワード・ローゼンマン
  - 『ボディガード』 - ワーナー・ブラザース - ケビン・コスナー / ローレンス・カスダン / ジム・ウィルソン
  - 『コロンブス』 - ワーナー・ブラザース - アレクサンダー・サルキンド / イリヤ・サルキンド
  - 『愛という名の疑惑』 - ワーナー・ブラザース - ポール・ユンガー・ウィット / チャールズ・ローヴェン / トニー・トーマス
  - 『ニュージーズ』 - ウォルト・ディズニー・カンパニー - マイケル・フィネル

- 1993年 『幸福の条件』 - パラマウント映画 - シェリー・ランシング
  - 『BODY/ボディ』 - メトロ・ゴールドウィン・メイヤー / ユナイテッド・アーティスツ - ディノ・デ・ラウレンティス
  - 『クリフハンガー』 - トライスター ピクチャーズ / カロルコ・ピクチャーズ - レニー・ハーリン / アラン・マーシャル
  - 『ラスト・アクション・ヒーロー』 - コロンビア ピクチャーズ - ジョン・マクティアナン / スティーヴ・J・ロス
  - 『硝子の塔』 - パラマウント映画 - ロバート・エヴァンス

- 1994年 『薔薇の素顔』 - ハリウッド・ピクチャーズ - バズ・フェイトシャンズ / デヴィッド・マタロン
  - 『ノース 小さな旅人』 - コロンビア ピクチャーズ / キャッスル・ロック・エンターテインメント - ロブ・ライナー / アラン・ツァイベル
  - 『沈黙の要塞』 - ワーナー・ブラザース - A・キットマン・ホー / ジュリアス・R・ナッソー / スティーヴン・セガール
  - 『スペシャリスト』 - ワーナー・ブラザース - ジェリー・ワイントローブ
  - 『ワイアット・アープ』 - ワーナー・ブラザース - ケビン・コスナー / ローレンス・カスダン / ジム・ウィルソン

- 1995年 『ショーガール』 - メトロ・ゴールドウィン・メイヤー / ユナイテッド・アーティスツ - アラン・マーシャル / ロバート・エヴァンス
  - 『コンゴ』 - パラマウント映画 - キャスリーン・ケネディ / サム・マーサー 
  - 『いとしのパット君』 - タッチストーン・ピクチャーズ - チャールズ・B・ウェスラー
  - 『スカーレット・レター』 - ハリウッド・ピクチャーズ - ローランド・ジョフィ / アンドリュー・G・ヴァイナ
  - 『ウォーターワールド』 - ユニバーサル・ピクチャーズ - ケビン・コスナー / ジョン・デイヴィス / チャールズ・ゴードン / ローレンス・ゴードン

- 1996年 『素顔のままで』 - コロンビア ピクチャーズ / キャッスル・ロック・エンターテインメント - アンドリュー・バーグマン / マイク・ロベル
  - 『バーブ・ワイヤー/ブロンド美女戦記』 - PolyGram / Gramercy - トッド・モイヤー / マイク・リチャードソン / ブラッド・ワイマン
  - 『モンキー・リーグ/史上最強のルーキー登場』 - ユニバーサル・ピクチャーズ - ロザリー・スウェドリン
  - 『D.N.A./ドクター・モローの島』 - ニュー・ライン・シネマ - エドワード・R・プレスマン
  - 『ステューピッド おばかっち地球防衛大作戦』 - ニュー・ライン・シネマ / Savoy - レスリー・ベルツバーグ

- 1997年 『ポストマン』 - ワーナー・ブラザース - ケビン・コスナー / スティーヴ・ティッシュ / ジム・ウィルソン
  - 『アナコンダ』 - コロンビア ピクチャーズ - ヴァーナ・ハラー / キャロル・リトル / レナード・ラビノウィッツ
  - 『バットマン&ロビン Mr.フリーズの逆襲』 - ワーナー・ブラザース - ピーター・マクレガー＝スコット
  - 『沈黙の断崖』 - ワーナー・ブラザース - ジュリアス・R・ナッソー / スティーヴン・セガール
  - 『スピード2』 - 20世紀フォックス - ヤン・デ・ボン / マイケル・ペイサー

- 1998年 『アラン・スミシー・フィルム』 - ハリウッド・ピクチャーズ - ベン・マイロン / ジョー・エスターハス
  - 『アルマゲドン』 - タッチストーン・ピクチャーズ - マイケル・ベイ / ジェリー・ブラッカイマー
  - 『アベンジャーズ』 - ワーナー・ブラザース - ジェリー・ワイントローブ
  - 『GODZILLA』 - トライスター ピクチャーズ - ディーン・デヴリン
  - 『スパイス・ザ・ムービー』 - コロンビア ピクチャーズ - ウリ・フラクトマン / マーク・L・ローゼン / バーナビー・トンプソン

- 1999年 『ワイルド・ワイルド・ウエスト』 - ワーナー・ブラザース - ジョン・ピーターズ / バリー・ソネンフェルド
  - 『ビッグ・ダディ』 - コロンビア ピクチャーズ - シド・ギャニス / ジャック・ジャラプト
  - 『ブレア・ウィッチ・プロジェクト』 - Artisan - ロビン・カウイ / グレグ・ヘイル
  - 『ホーンティング』 - ドリームワークス - スーザン・アーノルド / ドナ・ロス / コリン・ウィルソン
  - 『スター・ウォーズ エピソード1/ファントム・メナス』 - 20世紀フォックス - リック・マッカラム / ジョージ・ルーカス

### 2000年代
- 2000年 『バトルフィールド・アース』 - ワーナー・ブラザース - ジョナサン・D・クレイン / エリー・サマハ / ジョン・トラボルタ
  - 『ブレアウィッチ2』 - Artisan - ディック・ビーブ
  - 『フリントストーン2/ビバ・ロック・ベガス』 - ユニバーサル・ピクチャーズ - ブルース・コーエン
  - 『リトル★ニッキー』 - ニュー・ライン・シネマ - ジャック・ジャラプト / ロバート・シモンズ
  - 『2番目に幸せなこと』 - パラマウント映画 - レスリー・ディクソン / リン・ラドミン / トム・ローゼンバーグ

- 2001年 『フレディのワイセツな関係』 - 20世紀フォックス - ラリー・ブレズナー / ハワード・ラピデス / ローレン・ロイド
  - 『ドリヴン』 - ワーナー・ブラザース / Franchise - レニー・ハーリン / エリー・サマハ / シルヴェスター・スタローン
  - 『グリッター きらめきの向こうに』 - 20世紀フォックス / コロンビア ピクチャーズ - ローレンス・マーク / E・ベネット・ウォルシュ
  - 『パール・ハーバー』 - タッチストーン・ピクチャーズ - マイケル・ベイ / ジェリー・ブラッカイマー
  - 『スコーピオン』 - ワーナー・ブラザース / Franchise - デミアン・リヒテンスタイン / エリック・マネス / エリー・サマハ / リチャード・スペロ / アンドリュー・スティーヴンス

- 2002年 『スウェプト・アウェイ』 - スクリーン ジェムズ - マシュー・ヴォーン
  - 『プルート・ナッシュ』 - ワーナー・ブラザース - マーティン・ブレグマン / マイケル・スコット・ブレグマン / ルイス・A・ストローラー
  - 『ノット・ア・ガール』 - パラマウント映画 - アン・カーリ
  - 『ピノッキオ』 - ミラマックス - ジャンルイジ・ブラスキ / ニコレッタ・ブラスキ / エルダ・フェッリ
  - 『スター・ウォーズ エピソード2/クローンの攻撃』 - 20世紀フォックス - リック・マッカラム / ジョージ・ルーカス

- 2003年 『ジーリ』 - コロンビア ピクチャーズ / Revolution - マーティン・ブレスト / ケイシー・シルヴァー
  - 『ハットしてキャット』 - ユニバーサル・ピクチャーズ / ドリームワークス - ブライアン・グレイザー
  - 『チャーリーズ・エンジェル フルスロットル』 - コロンビア ピクチャーズ - ドリュー・バリモア / レナード・ゴールドバーグ / ナンシー・ジュヴォネン
  - 『アメリカン・スター』 - 20世紀フォックス - ジョン・スティーヴン・アゴリア
  - The Real Cancun - ニュー・ライン・シネマ - マリー＝エリス・ブーニム / ジョナサン・マリー / ジェイミー・シュッツ / リック・デ・オリヴェイラ

- 2004年 『キャットウーマン』 - ワーナー・ブラザース - デニーズ・ディ・ノヴィ / エドワード・L・マクドーネル
  - 『アレキサンダー』 - ワーナー・ブラザース - オリバー・ストーン
  - SuperBabies: Baby Geniuses 2 - Triumph - スティーブン・ポール
  - 『恋のクリスマス大作戦』 - ドリームワークス - ベティ・トーマス / ジェンノ・トッピング
  - 『最凶女装計画』 - コロンビア ピクチャーズ / Revolution - リック・アルヴァレス / リー・R・メイズ / キーネン・アイヴォリー・ウェイアンズ / マーロン・ウェイアンズ / ショーン・ウェイアンズ

- 2005年 Dirty Love - ファースト・ルック・スタジオ - ジョン・マロリー・アッシャー / B・J・デイヴィス / ロッド・ハミルトン / キンバリー・ケイツ / マイケル・マナセリ / ジェニー・マッカーシー / トレント・ウォルフォード
  - Deuce Bigalow: European Gigolo - コロンビア ピクチャーズ - アダム・サンドラー / ジョン・シュナイダー
  - 『デュークス・オブ・ハザード』 - ワーナー・ブラザース / Village Roadshow - ビル・ガーバー
  - 『蝋人形の館』 - ワーナー・ブラザース / Village Roadshow - スーザン・ダウニー / ジョエル・シルバー / ロバート・ゼメキス
  - 『マスク2』 - ニュー・ライン・シネマ - エリカ・ハギンズ / スコット・クルーフ

- 2006年 『氷の微笑2』 - コロンビア ピクチャーズ - マリオ・カサール / ジョエル・B・マイケルズ / アンドリュー・G・ヴァイナ
  - 『ブラッドレイン』 - Romar Entertainment - ウーヴェ・ボル / ダン・クラーク / ウォルフガング・ヘロルド
  - 『レディ・イン・ザ・ウォーター』 - ワーナー・ブラザース - サム・マーサー / ホセ・L・ロドリゲス / M・ナイト・シャマラン
  - 『最凶赤ちゃん計画』 - コロンビア ピクチャーズ / Revolution - リック・アルヴァレス / リー・R・メイズ / マーロン・ウェイアンズ / ショーン・ウェイアンズ
  - 『ウィッカーマン』 - ワーナー・ブラザース - ニコラス・ケイジ / ランダル・エメット / ノーム・ゴライトリー / アヴィ・ラーナー / ジョアン・セラー

- 2007年 I Know Who Killed Me - トライスター ピクチャーズ - デヴィッド・グレイス / フランク・マンキューソ・ジュニア
  - Bratz: The Movie - ライオンズゲート - アヴィ・アラド / アイザック・ラリアン / スティーブン・ポール
  - 『チャーリーと18人のキッズ in ブートキャンプ』 - トライスター ピクチャーズ / Revolution - マット・ベレンソン / ジョン・デイヴィス / ウィック・ゴッドフレイ
  - 『チャックとラリー おかしな偽装結婚!?』 - ユニバーサル・ピクチャーズ - アダム・サンドラー / トム・シャドヤック
  - 『マッド・ファット・ワイフ』 - ドリームワークス - ジョン・デイヴィス / エディ・マーフィ / マイケル・トーリン

- 2008年 『愛の伝道師 ラブ・グル』 - パラマウント映画 - ゲイリー・バーバー / マイケル・デ・ルカ / マイク・マイヤーズ
  - 『ディザスター・ムービー!おバカは地球を救う』 - ライオンズゲート、『ほぼ300』 - 20世紀フォックス - ジェイソン・フリードバーグ / ピーター・サフラン / アーロン・セルツァー （2作同時ノミネート）
  - 『ハプニング』 - 20世紀フォックス - バリー・メンデル / サム・マーサー / M・ナイト・シャマラン
  - The Hottie & The Nottie - Regent Releasing / Purple Pictures - ハディール・レーダ
  - 『デス・リベンジ』 - Boll KG / Brightlight Pictures - ウーヴェ・ボル / ダニエル・クラーク / ウォルフガング・ヘロルド / ショーン・ウィリアムソン

- 2009年 『トランスフォーマー/リベンジ』 - ドリームワークス / パラマウント映画 - ロレンツォ・ディ・ボナヴェンチュラ / イアン・ブライス / トム・デサント / ドン・マーフィ
  - 『ウルトラ I LOVE YOU!』 - 20世紀フォックス - サンドラ・ブロック / メアリー・マクラグレン
  - 『G.I.ジョー』 - パラマウント映画 - ロレンツォ・ディ・ボナヴェンチュラ / ボブ・ダクセイ / ブライアン・ゴールドナー
  - 『マーシャル博士の恐竜ランド』 - ユニバーサル・ピクチャーズ - シド・クラフト / マーティ・クロフト / ジミー・ミラー
  - 『オールド・ドッグ』 - Disney - ピーター・エイブラムス / ロバート・レヴィ / アンドリュー・パネイ

### 2010年代
- 2010年 『エアベンダー』 - パラマウント映画 - フランク・マーシャル / サム・マーサー / M・ナイト・シャマラン
  - 『バウンティー・ハンター』 - コロンビア ピクチャーズ - ニール・H・モリッツ
  - 『セックス・アンド・ザ・シティ2』 - ニュー・ライン・シネマ - マイケル・パトリック・キング / ジョン・P・メルフィ / サラ・ジェシカ・パーカー / ダーレン・スター
  - 『エクリプス/トワイライト・サーガ』 - サミット・エンターテインメント - ウィック・ゴッドフレイ / カレン・ローゼンフェルト
  - 『ほぼトワイライト』 - 20世紀フォックス - ジェイソン・フリードバーグ / ピーター・サフラン / アーロン・セルツァー

- 2011年 『ジャックとジル』 - コロンビア ピクチャーズ / ハッピー・マディソン・プロダクションズ
  - 『ポルノ☆スターへの道』 - コロンビア ピクチャーズ / ハッピー・マディソン・プロダクションズ
  - 『ニューイヤーズ・イブ』 - ワーナー・ブラザース / ニュー・ライン・シネマ
  - 『トランスフォーマー/ダークサイド・ムーン』 - パラマウント映画 / ハスブロ
  - 『トワイライト・サーガ/ブレイキング・ドーン Part1』 - サミット・エンターテインメント

- 2012年 『トワイライト・サーガ/ブレイキング・ドーン Part2』 - サミット・エンターテインメント
  - 『バトルシップ』 - ユニバーサル・ピクチャーズ
  - The Oogieloves in the Big Balloon Adventure - ケン・ヴァイセルマン・プレゼンツ / ライオンズゲート
  - 『俺のムスコ』 - コロンビア ピクチャーズ
  - 『ジャックはしゃべれま1,000』 - パラマウント映画

- 2013年[1] 『ムービー43』 - レラティビティ・メディア
  - 『アフター・アース』 - コロンビア ピクチャーズ
  - 『アダルトボーイズ遊遊白書』 - コロンビア映画
  - 『ローン・レンジャー』 - ディズニー
  - A Madea Christmas  - ライオンズゲート

- 2014年 Saving Christmas - サミュエル・ゴールドウィン
  - 『レフト・ビハインド』 - フリースタイル・リリーシング
  - 『ザ・ヘラクレス』 - サミット・エンターテインメント
  - 『ミュータント・タートルズ』 - パラマウント映画 / ニコロデオン
  - 『トランスフォーマー/ロストエイジ』 - パラマウント映画

- 2015年 『ファンタステイック・フォー』 - 20世紀フォックス （同時受賞）
- 2015年 『フィフティ・シェイズ・オブ・グレイ』 - ユニバーサル・ピクチャーズ / フォーカス・フィーチャーズ （同時受賞）
  - 『ジュピター』 - ワーナー・ブラザース
  - 『モール・コップ ラスベガスも俺が守る!』 - コロンビア ピクチャーズ
  - 『ピクセル』 - コロンビア映画

- 2016年 『ヒラリーのアメリカ、民主党の秘密の歴史』 - ジェラルド・R・モーレン
  - 『バットマン vs スーパーマン ジャスティスの誕生』 - ワーナー・ブラザース
  - 『ダーティ・グランパ』 - ライオンズゲート
  - 『キング・オブ・エジプト』 - ライオンズゲート / サミット・エンターテインメント
  - 『インデペンデンス・デイ: リサージェンス』 - 20世紀フォックス
  - 『ズーランダー NO.2』 - パラマウント映画